# Совершенно безумный папа
«Stark Raving Dad» (с англ. — «Совершенно безумный папа») — первая серия третьего сезона мультсериала «Симпсоны», премьера которой состоялась в США 19 сентября 1991 года. Режиссёр серии — Рич Мур, сценарий написан Элом Джином и Майком Риссом. Приглашённой звездой был Майкл Джексон, озвучивавший Леона Камповски, однако в титрах вместо имени Джексона было указано имя Джон Джей Смит, поющего Леона озвучивал Кип Ленон.
После выхода в 2019 году фильма «Покидая Неверленд» с обвинениями Джексона в сексуальных домогательствах создатели «Симпсонов» заявили об изъятии из обращения эпизод «Совершенно безумный папа» — его не будут повторять по телевидению, удалят со стриминговых сервисов и исключат из будущих релизов сериала на DVD и Blu-Ray.

## Сюжет

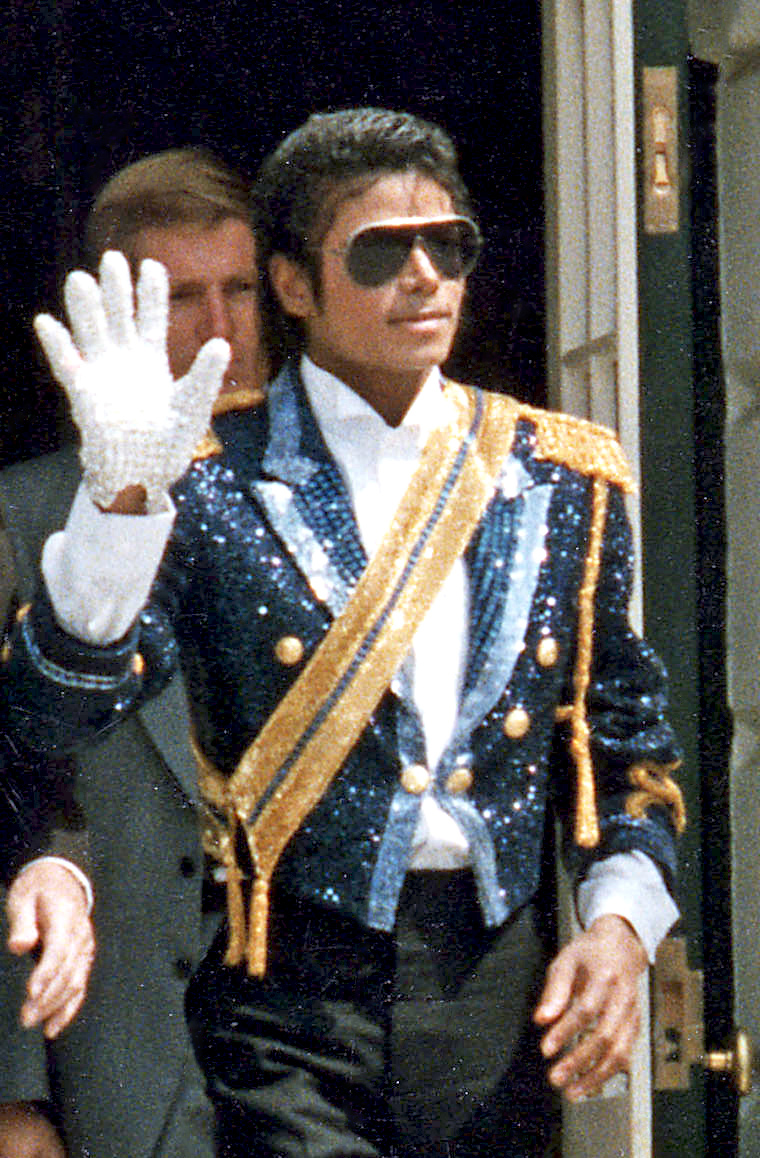
Майкл Джексон

Лиза будит Барта и напоминает ему, что скоро её день рождения, и что он всегда забывает об этом. Барт обещает сделать Лизе лучший подарок, который она когда-либо видела.
Гомер тем временем, собираясь на работу, обнаруживает, что все его белые футболки, постиранные Мардж, стали розовыми из-за того, что Барт положил свою красную кепку к белой одежде. На работе мистер Бёрнс, при просмотре камер наблюдения, замечает Гомера и, усомнившись в его адекватности, просит доктора Марвина Монро дать Гомеру психологический тест, чтобы выяснить, не имеет ли тот психических отклонений. Гомер не хочет выполнять тест и просит Барта заполнить его. Барт отвечает на все вопросы в тесте утвердительно и, таким образом, обеспечивает своему отцу место в психиатрической клинике.
Гомер отправляется в клинику для душевнобольных и ведёт себя адекватно, но при первом же упоминании о Барте он становится неуправляемым, и его признают сумасшедшим. Его сажают в одну палату с человеком, считающим себя Майклом Джексоном. Хотя Гомер никогда раньше о нём не слышал, они подружились.
Вскоре Барт узнаёт от «Майкла Джексона», сделавшего звонок в дом Симпсонов, где находится Гомер, а Мардж убеждает врачей клиники в полной его адекватности. Тот позже звонит из клиники Барту и говорит, что едет домой вместе с Майклом и просил никому об этом не сообщать, но Барт всё же сообщил об этом Милхаусу, а затем об этом узнаёт весь город.
Когда Гомер с лже-Майклом Джексоном приезжает к дому, их окружает толпа городских жителей, желающих взглянуть на своего кумира. Но, увидев его, они разочаровываются, ибо понимают, что это не «Король поп-музыки».
Барт забывает о дне рождения Лизы. Она обижается на него и позже пишет письмо, в котором она заявляет, что отныне они брат и сестра лишь формально. Майкл, оставшийся в доме Симпсонов на пару дней и видящий всё это, решает помочь Барту сделать Лизе подарок. За одну ночь они сочиняют песню, которую Барт исполняет перед своей сестрой на следующее утро. Лиза, получив хоть и запоздалый, но подарок, прощает Барта, после чего «Майкл Джексон» более низким, чем обычно, голосом говорит, что его настоящее имя — Леон Камповски, и он из города Патерсон, штат Нью-Джерси. Всю свою жизнь был злым, пока не начал говорить мягким тонким голосом. С тех пор он совершает добрые дела. Он покидает дом Симпсонов, напевая сочинённую им с Бартом для Лизы песню.

## Производство
Идея создания серии пришла в голову Майклу Джексону, который был большим фанатом шоу, — он даже написал для этого сериала песню «Do the Bartman» — и сам однажды предложил Мэтту Грейнингу сделать серию с ним в качестве приглашённой звезды. Некоторые эпизоды первоначального варианта серии были вырезаны. Например, предполагалось, что вместе с Гомером в психиатрическую клинику поедет Барни Гамбл. Некоторые сюжетные линии эпизода предложил сам Джексон, например, как Барт рассказывает всем о том, что к нему в дом приедет Майкл Джексон, или изменение шутки о Принсе в начальной версии на шутку об Элвисе Пресли, также он настоял на появлении в эпизоде сцены, в которой «он» и Барт пишут для Лизы песню. Основная часть эпизода, однако, была написана Элом Джином и Майком Риссом.
Первоначально предполагалось, что «Совершенно безумный папа» будет заключительной серией второго сезона, но позже было решено сделать её пилотной серией третьего сезона.
В связи с контрактными обязательствами перед звукозаписывающим лейблом Sony Music, Майкл поставил перед создателями «Симпсонов» несколько условий: его имя не будет упоминаться в титрах (оно было заменено на псевдоним Джон Джей Смит), а также он не будет озвучивать Леона Комповски, когда тот поёт — вместо него партию исполнил певец Кип Ленон. Настоящий же голос Леона Комповски в конце серии озвучивал Хэнк Азариа. Тем не менее многие зрители догадались, что Джон Джей Смит — это Майкл Джексон, и на следующий день об этом писало множество газет США. Эпизод был вновь показан 5 июля 2009 года в память о Майкле Джексоне, умершем 25 июня того же года.

## Отношение критиков и публики
Во время первого показа серия оценивалась в 13.9 в рейтинге по Нильсену, её смотрели 23 % от общей аудитории, и она была на 33-м месте среди всех передач недели. Среди передач, которые были показаны в это же время, она заняла второе место, проиграв лишь «Шоу Косби», которое было на 8-м месте, с рейтингом 18.6 и 31 % от общего числа зрителей.
Исполнительный продюсер Эл Джин включил момент, когда Барт поёт Лизе поздравительную песню, в список своих любимых «симпсоновских» моментов, а Майк Рейес сказал о Майкле Джексоне: «Он — не потрясающий актёр, но сделал свою работу хорошо».
В 2006 году IGN номинировала Майкла Джексона на 5 место в списке лучших приглашённых звёзд, а эпизод был оценён 9 из 10 баллов. Обозреватель этой кампании назвал эпизод «чистым, забавным и трогательным», а появление Джексона оценил как «трогательное и немного самопародирующее». Журнал «Слейт» (англ. «Slate») писал: «Высокий уровень эпизода зависел не столько от таланта Джексона, сколько от таланта сценаристов. Создатели шоу пошли намного дальше простой идеи о появлении известного певца в городе».
Том Гэнджеми из шоу «Лучшая неделя» (англ. «Best Week Ever») назвал появление Майкла Джексона в качестве гостя в «Симпсонах» как «лучшее за всю историю шоу». Майкл Муди из интернет-блога «TV Squad» назвал эпизод исполнения Бартом и Майклом песни для Лизы «самым трогательным моментом шоу», а Дэвид Джермэйн из «Ассошиэйтед Пресс» появление Майкла Джексона посчитал «одним из самых запоминающихся в его актёрской карьере».
Несмотря на в целом положительные отзывы относительно самой серии, а также работы приглашённой звезды, — Майкла Джексона — оценки песни «С днём рождения, Лиза» (англ. «Happy birthday, Lisa») существенно различались. Так, Бэн Райнер из «Торонто Стар» включил эпизод «Совершенно безумный папа» в число "трёх худших эпизодов «Симпсонов», а мелодия песни, по его мнению, была «дурацкой». Крис Сэлли из журнала «У Маклина» (англ. «Maclean's») говорил об эпизоде, как о «невыразимо глупом», а о песне в конце серии говорил: «она просто … плохая».
Есть и положительные отзывы о концовке серии. Так, Дэйв Валкер из газеты «Таймс пикайн» (англ. «The Times-Picayune») включил серию в список «запоминающихся моментов из карьеры Майкла Джексона», а песню «С днём рождения, Лиза» назвал «незабываемой».

## «Совершенно безумный папа»: часть 2
Через год после показа этого эпизода авторы сериала задумали сделать продолжение. Сценаристами, не входящими в штат сериала, был написан сценарий, в котором Леон возвращается в Спрингфилд, но думает, что он — музыкант Принс, и под его влиянием поведение жителей города становится более развязным и свободным.
Сценарий был направлен Принсу с предложением стать приглашённой звездой и озвучивать Леона, и тот согласился, однако позже у него с авторами сериала возникли разногласия по поводу некоторых особенностей сюжета, и в результате авторы отказались от идеи создания эпизода, несмотря на готовый сценарий.

## Повторный показ

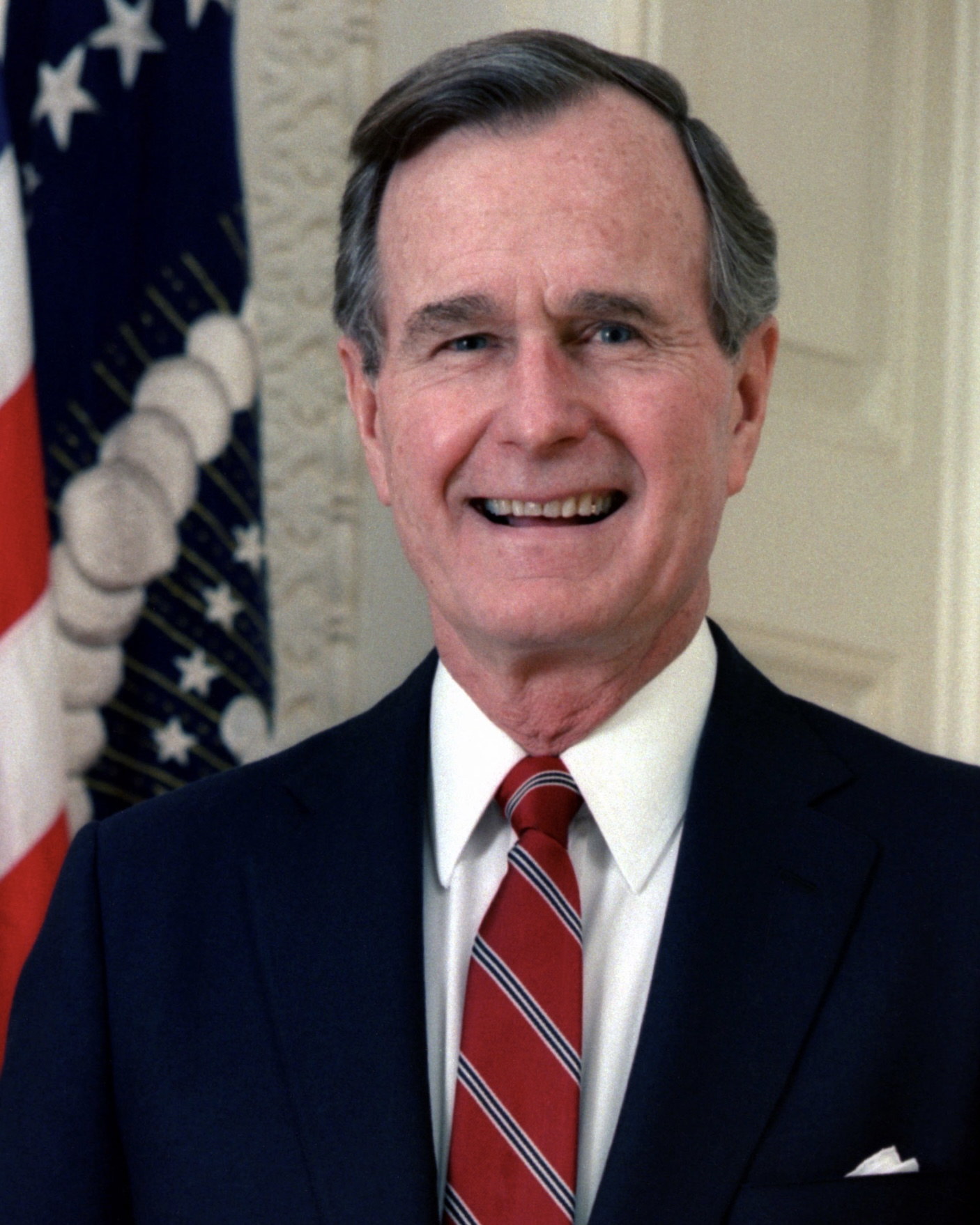
Джордж Буш-старший

30 января 1992 года состоялся повторный показ серии. Причиной тому стало высказывание Джорджа Буша-старшего во время его предвыборной президентской кампании о том, что он будет пытаться делать американские семьи сильнее, делать их более похожими на «Уолтонов» (англ. «The Waltons») — семьи из одноимённого американского телесериала — и меньше похожими на Симпсонов.
У авторов сериала уже были трения с семьёй Буш, когда Барбара Буш в интервью журналу People сказала: «„Симпсоны“ — самое глупое шоу, которое я когда-либо видела». Позже авторы сериала послали Барбаре телеграмму от имени Мардж Симпсон, и вскоре получили от неё письмо с извинениями.
Подобным образом они решили пошутить и с Джорджем Бушем. Продюсеры сериала решили повторить эпизод «Совершенно безумный папа», но с изменённым началом: вся семья смотрит выступление Буша, в котором он как раз говорит об Уолтонах и Симпсонах. Барт во время выступления говорит: «Мы же как Уолтоны. Мы тоже в конце серии молимся о конце депрессии».
Джорджа Буша-старшего сценаристы «Симпсонов» очень едко осмеяли в 13 эпизоде 7 сезона мультсериала — «Two Bad Neighbors».

## Культурные отсылки
- Шоу, которое смотрит Гомер, пока Барт заполняет психологический тест, который дали Гомеру на работе, напоминает шоу «Самое смешное видео» (англ. «America's Funniest Home Videos»)[1].
- Обстановка больницы, где находится Гомер, напоминает фильм «Пролетая над гнездом кукушки». Оттуда же и один из пациентов больницы — индеец по имени Вождь. Другой пациент клиники — Раймонд, отсылка к одноимённому персонажу фильма «Человек дождя». Ещё один пациент клиники — человек с маской на лице, привязанный к коляске, — не кто иной, как Ганнибал Лектер[1].
- Среди аллюзий на Майкла Джексона: 25-я годовщина Motown, где выступил Джексон, песни «Beat It» и «Billie Jean», Бабблз — обезьяна Майкла Джексона и лунная походка, которую Леон продемонстрировал во время исполнения песни «Billie Jean»[2].